# Термінал ЗПГ Сінгапур
Термінал ЗПГ Сінгапур - інфраструктурний об`єкт для прийому, регазифікації та перевалки зрідженого природного газу (ЗПГ) в Сінгапурі.
У другій половині 20 століття невеличка держава Сингапур перетворилась на провідний економічний центр Південно-Східної Азії. Для забезпечення зростаючого енергоспоживання розпочали імпорт природного газу з Малайзії (1991) та Індонезії (2001-2003, газопроводи з Гріссік та блоку Західна Натуна). Крім того, було вирішено посилити надійність постачання та диверсифікувати його джерела за рахунок створення інфраструктури для прийому ЗПГ. 
Термінал ЗПГ потужністю 6 млн.т на рік (8,4 млрд.м3) спорудили на острові Jurong. Окрім регазифікації та подачі газу до мережі міста-держави, він також може здійснювати перевалку ЗПГ на інші танкери для подальшого транспортування до споживачів. Будівництво терміналу почалось у 2010-му та завершилось за три роки. 
Для зберігання ЗПГ призначено три резервуари ємністю по 188000 м3 кожен. Враховуючи зростання попиту на зберігання зрідженого газу перед перевалкою до інших споживачів ведеться спорудження четвертого резервуару, що дозволить збільшити потужність терміналу до 9 млн.т на рік (12,6 млрд.м3).
Основний причал терміналу може обслуговувати газові танкери вантажоємністю від 120000 до 260000 м3. Проте з урахуванням того, що об`єкт створюється з розрахунку на активну участь в торгівлі ЗПГ, в 2013 році додано ще два причали - для обслуговування суден вантажоємністю 60000-250000 м3 та для малих газовозів, здатних транспортувати від 10000 до 40000 м3.